# Chokoloskee
Chokoloskee és una concentració de població designada pel cens dels Estats Units a l'estat de Florida. Segons el cens del 2000 tenia 404 habitants.

## Demografia
Segons el cens del 2000, Chokoloskee tenia 404 habitants, 183 habitatges, i 139 famílies. La densitat de població era de 557,1 habitants per km².
Dels 183 habitatges en un 16,9% hi vivien nens de menys de 18 anys, en un 65,6% hi vivien parelles casades, en un 7,1% dones solteres, i en un 24% no eren unitats familiars. En el 21,3% dels habitatges hi vivien persones soles el 12% de les quals corresponia a persones de 65 anys o més que vivien soles. El nombre mitjà de persones vivint en cada habitatge era de 2,21 i el nombre mitjà de persones que vivien en cada família era de 2,53.
Per edats la població es repartia de la següent manera: un 16,3% tenia menys de 18 anys, un 5% entre 18 i 24, un 21,8% entre 25 i 44, un 32,2% de 45 a 60 i un 24,8% 65 anys o més.
L'edat mediana era de 50 anys. Per cada 100 dones de 18 o més anys hi havia 101,2 homes.
La renda mediana per habitatge era de 33.750 $ i la renda mediana per família de 36.389 $. Els homes tenien una renda mediana de 26.333 $ mentre que les dones 19.250 $. La renda per capita de la població era de 16.847 $. Entorn del 2,4% de les famílies i l'1,6% de la població estaven per davall del llindar de pobresa.

## Poblacions més properes
El següent diagrama mostra les poblacions més properes.